# Municipio de Durham (Dakota del Norte)
El municipio de Durham (en inglés: Durham Township) es un municipio ubicado en el condado de Stutsman en el estado estadounidense de Dakota del Norte. En el año 2010 tenía una población de 50 habitantes y una densidad poblacional de 0,54 personas por km².

## Geografía
El municipio de Durham se encuentra ubicado en las coordenadas 47°11′24″N 98°38′51″O / 47.19000, -98.64750. Según la Oficina del Censo de los Estados Unidos, el municipio tiene una superficie total de 93.15 km², de la cual 91,8 km² corresponden a tierra firme y (1,44 %) 1,34 km² es agua.

## Demografía
Según el censo de 2010, había 50 personas residiendo en el municipio de Durham. La densidad de población era de 0,54 hab./km². De los 50 habitantes, el municipio de Durham estaba compuesto por el 100 % blancos. Del total de la población el 0 % eran hispanos o latinos de cualquier raza.